# إدوين ويلسون (أكاديمي)
إدوين ويلسون (بالإنجليزية: Edwin Graves Wilson)‏ هو أكاديمي أمريكي، ولد في 1 فبراير 1923.